# التهاب العنبية والنكفية
التهاب العنبية والنكفية (بالإنجليزية: Uveoparotitis)‏ هي حالة عرضية من أعراض الساركويد. يصف التهابا مزمنا للغدة النكفية والعنبية. هناك أيضًا ظاهرة تُسمى التهاب العنبية والنكفية «ليغكالفهوالدنستروم». في هذه الحالة قد يكون العرض مرتبط بمتلازمة هيرفوردت.